# Liste der Hochschulen in Osttimor

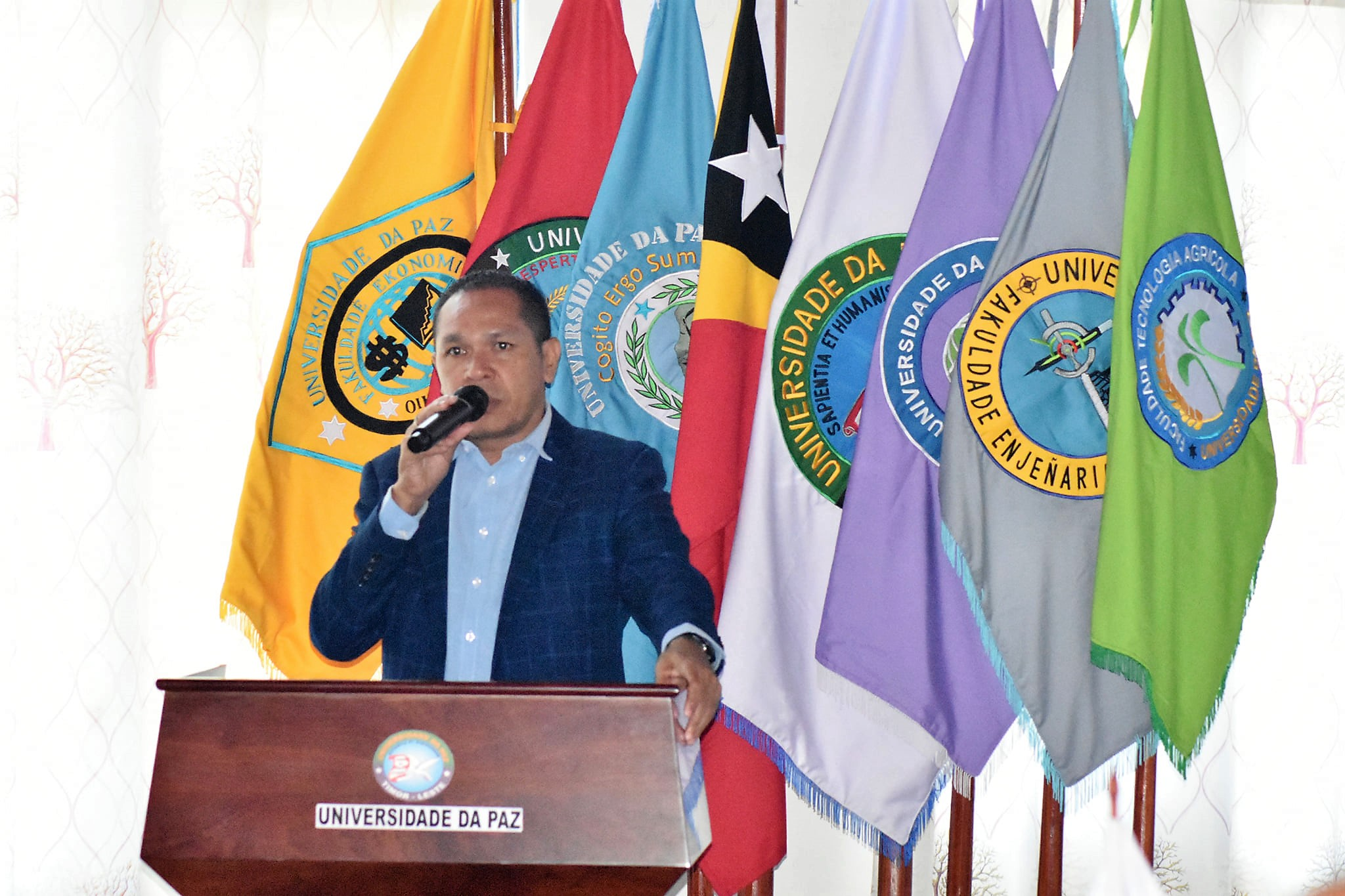
Die Flaggen von Fakultäten der UNPAZ

In der Liste der Hochschulen in Osttimor sind die von der Agência Nacional para a Avaliação e Acreditação Académica (ANAAA) als Hochschule akkreditierten Institutionen in Osttimor aufgeführt.
|     | Name (Abkürzung)                                        | Trägerschaft             | Standort              | Gründungsjahr (Akkreditierung) | Studenten (aktive, 2015) | Website (geplant)                           |
| --- | ------------------------------------------------------- | ------------------------ | --------------------- | ------------------------------ | ------------------------ | ------------------------------------------- |
| 1   | Universidade Nasionál Timór Lorosa’e (UNTL)             | Staatlich                | Dili                  | 17. November 2000 (2008)       | 11.158                   | www.untl.edu.tl                             |
| 2   | Dili Institute of Technology (DIT)                      | Privat                   | Dili                  | 10. Mai 2002 (2008)            | 4.424                    | www.facebook.com/DIT.TL (www.dit.tl)        |
| 3   | East Timor Coffee Institute (ETCI)                      | Privat                   | Gleno                 | 17. Mai 2003 (2008)            | 909                      |                                             |
| 4   | East Timor Institute of Business (IOB)                  | Privat                   | Dili                  | 20. August 2002 (2008)         | 3.688                    | www.facebook.com/iobtimor/ (www.iob-tl.com) |
| 5   | Instituto Católico para Formação de Professores (ICFP)  | Kirchlich                | Baucau                | 1. Oktober 2003 (2008)         | 212                      |                                             |
| 6   | Instituto Ciencias Religiosas São Tomas de Aquino (ICR) | Kirchlich                | Lahane Oriental, Dili | 24. März 1988 (2008)           | 372                      |                                             |
| 7   | Instituto Professional de Canossa (IPDC)                | Kirchlich                | Dili                  | 10. September 2003 (2009)      | 459                      | https://ipdc.edu.tl                         |
| 8   | Instituto Superior Cristal (ISC)                        | Privat                   | Dili                  | 5. November 2001 (2008)        | 6.326                    |                                             |
| 9   | Universidade da Paz (UNPAZ)                             | Privat                   | Dili                  | 9. März 2004 (2009)            | 12.355                   | unpaztoday.wordpress.com                    |
| 10  | Universidade de Díli (UNDIL)                            | Privat                   | Mascarenhas, Dili     | 20. Mai 2002 (2013)            | 780                      | www.undil.tl                                |
| 11  | Universidade Oriental Timor Lorosa’e (UNITAL)           | Privat                   | Becora, Dili          | 26. September 2002 (2013)      | 9.161                    | unitaldili.wordpress.com                    |
| 12  | Instituto Ciências da Saude (ICS)                       |                          | Dili                  |                                |                          |                                             |
| 13  | Instituto Filosófico de São Francisco de Sales (IFFS)   | Kirchlich                | Dili                  |                                |                          |                                             |
| 14* | Instituto Superior de Filosofia e Teologia (ISFIT)      | Kirchlich (Diözese Dili) | Dili                  |                                |                          |                                             |

## Weitere Institutionen

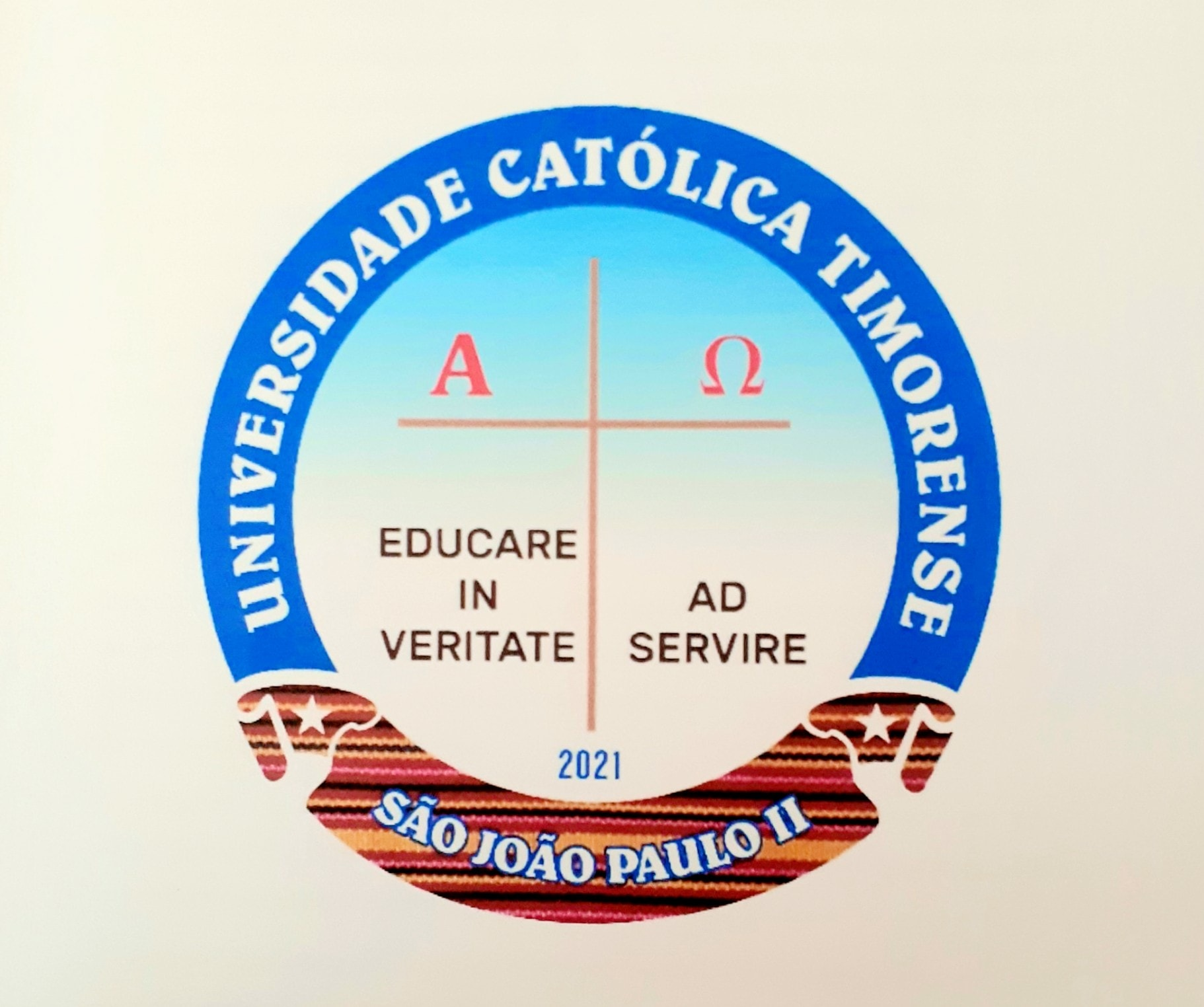
Universidade Católica Timorense

Am 23. Februar 2017 wurde das staatliche Instituto Politécnico de Betano – Kay Rala Xanana Gusmão (IPB) in Betano eröffnet. Am 8. Dezember 2021 wurde die Universidade Católica Timorense São João Paulo II. (UCT) gegründet. Trägerin der Universität ist das Erzbistum Dili. Lange Tradition haben die von Salesianern gegründeten Technische Schule Fatumaca in Gariuai und das landwirtschaftliche Colégio Don Bosco in Fuiloro. Das kirchliche Instituto São João de Brito (ISJB), das private Instituto Boaventura Timor-Leste (IBTL) und das Instituto João Saldanha (JSI) von João Saldanha befinden sich im Aufbau.
Das Instituto de Defesa Nacional ist die Hochschule der Sicherheitskräfte des Landes.